# Liste der Tomatensorten/W
Erläuterungen und Quellen: Siehe Hauptartikel!
| Tomatensorte                                                                                           | Bild | Beschreibung | Quellen                   |
| --- | ---- | --- | ------------------------- |
| W 114                                                                                                  |      | Züchter: Zakład Ogrodniczy Przyborów Sp. Z O.O.                                                                         | j                         |
| W 439                                                                                                  |      | | j                         |
| Waad                                                                                                   |      | | j                         |
| Wafira                                                                                                 |      | Züchter: Rijk Zwaan Zaadteelt En Zaadhandel B.V.                                                                        | j                         |
| Wagner                                                                                                 |      | | c, d                      |
| Wagner Mirabell                                                                                        |      | | c, d                      |
| Wagner's Italian                                                                                       |      | | c, d                      |
| Wagonwheel                                                                                             |      | | c, d                      |
| Wahida                                                                                                 |      | Züchter: Magnum Seeds Inc (Us)                                                                                          | j                         |
| Walabi                                                                                                 |      | Züchter: Clause Semences Sa (Fr)                                                                                        | j                         |
| Walentina                                                                                              |      | | c, d, e, g, h             |
| Walid                                                                                                  |      | Züchter: S.A.I.S. Societá Agricola Italiana Sementi                                                                     | c, d, j                   |
| Waljuta                                                                                                |      | | c                         |
| Wall                                                                                                   |      | | j, o                      |
| Wally                                                                                                  |      | Züchter: Zeta Seeds S.L.                                                                                                | j                         |
| Wally Red                                                                                              |      | Züchter: Esasem S.P.A. (It)                                                                                             | j                         |
| Walter                                                                                                 |      | | d, g, h, j                |
| Walters Salattomate                                                                                    |      | | n                         |
| Walthrup Green                                                                                         |      | | c, d                      |
| Walthrup White                                                                                         |      | | c, d                      |
| Waltingers Cocktail                                                                                    |      | | c, d                      |
| Waltingers Fleisch Aus Indien                                                                          |      | | c, d                      |
| Waltingers Gelbe Fleisch                                                                               |      | | c                         |
| Wanda                                                                                                  |      | Züchter: Dutch American Plantbreeders Corp.                                                                             | j                         |
| Wanda's Potato Top                                                                                     |      | | c, d                      |
| Wantia                                                                                                 |      | | j                         |
| Wapo                                                                                                   |      | Züchter: Hazera Genet./Yissum Rese                                                                                      | j, o                      |
| Wapsipinicon Peach                                                                                     |      | | c, d, e, f, g, h, k, m    |
| Waqu                                                                                                   |      | Züchter: Syngenta Participations Ag                                                                                     | j                         |
| Waratah                                                                                                |      | | d                         |
| Ware Cross                                                                                             |      | | j, o                      |
| Warren's Yellow Cherry                                                                                 |      | | c, d                      |
| Warszawskie                                                                                            |      | | g, h                      |
| Wasa                                                                                                   |      | | c, d, e, n                |
| Wasabi                                                                                                 |      | | j                         |
| Wasatch Beauty Improved                                                                                |      | | c, d                      |
| Wasco                                                                                                  |      | | j                         |
| Washington Cherry                                                                                      |      | | c, d, k                   |
| Washington State Forcing                                                                               |      | | g, h                      |
| Wasino                                                                                                 |      | Züchter: Rijk Zwaan Zaadteelt En Zaadhandel B.V.                                                                        | j, o                      |
| Wassermelone                                                                                           |      | | c, d, f                   |
| Watermelon Beefsteak                                                                                   |      | Züchter: Domaine Public (Fr)                                                                                            | d, e, g, h, j, k          |
| Watermelon Beefsteak Potato Leaf                                                                       |      | | d                         |
| Watonga                                                                                                |      | | j                         |
| Watson                                                                                                 |      | Züchter: Novartis Seeds Bv (Nl)                                                                                         | j                         |
| Watson's Mortgage Lifter                                                                               |      | | c, d                      |
| Wawa Bangool                                                                                           |      | Züchter: Kim Il-Yong | j, o                      |
| Wayahead                                                                                               |      | | c, d, e                   |
| Weady 3                                                                                                |      | Züchter: Yue Jun, Dong Haibo                                                                                            | j                         |
| Web |      | Züchter: S.A.I.S. Societá Agricola Italiana Sementi                                                                     | j                         |
| Wedekind Heirloom Pink                                                                                 |      | | c, d                      |
| Weeping Charley                                                                                        |      | | c, d, e                   |
| Weeping Tom                                                                                            |      | | c, d                      |
| Wega                                                                                                   |      | Züchter: Plantico Hodowla I Nasiennictwo Ogrodnicze Swietoslaw Sp. Z O.O.                                               | j                         |
| Weintraube (oder: Winogradnij)                                                                         |      | | c, n                      |
| Weisnicht's Potatoe Leaf                                                                               |      | | c                         |
| Weisnicht's Ukrainian                                                                                  |      | | d, g, h                   |
| Weiß Behaarte (oder: Weißbehaarte)                                                                     |      | | b, c, d, e, f, g, h, m, n |
| Weiße Mirabelle (oder: Mirabell Weiß)                                                                  |      | | c, m, n                   |
| Weiße Schönheit (oder: White Beauty. White Beauty Of Canada. Beauté Blanche. Beauté Blanche Du Canada) |      | Typ: Stabtomate. Fruchtgewicht: 100 bis 250 g                                                                           | c, d, g, h, n             |
| Weiße Tomate (oder: White)                                                                             |      | | c, d, k                   |
| Weiße Tomesol (oder: White Tomesol)                                                                    |      | | b, c, e, g, h, m, n       |
| Weißer Pfirsich                                                                                        |      | | b, c, e, f                |
| Weißes Ochsenherz (oder: White Oxheart)                                                                |      | | c, d, e, f, g, h, m, n    |
| Weißfrucht                                                                                             |      | | g, h                      |
| Weißleinchen                                                                                           |      | | c, m                      |
| Welikij Woin                                                                                           |      | | c                         |
| Wellflex                                                                                               |      | | j                         |
| Welmoscha                                                                                              |      | | c                         |
| Wendelins Cocktail                                                                                     |      | | n                         |
| Wendi (oder: Wendie)                                                                                   |      | Züchter: Hazera Genetics Ltd                                                                                            | j                         |
| Wendy                                                                                                  |      | | c, f                      |
| Werlioka                                                                                               |      | | c, d, e                   |
| Werra                                                                                                  |      | | j                         |
| Wes |      | | c, d, f, k                |
| Wessel's Purple Pride                                                                                  |      | | c, d                      |
| West Virginia                                                                                          |      | | d, k                      |
| West Virginia 63                                                                                       |      | | c, d, f, g, h             |
| West Virginia 700                                                                                      |      | | f                         |
| West Virginia Acc. 106                                                                                 |      | | g, h                      |
| West Virginia Pink Slicer                                                                              |      | | c, d                      |
| West Virginia Straw                                                                                    |      | | c, d, f                   |
| West Virginia Straw Cross                                                                              |      | | c, d                      |
| West Virginia Sweet Heat                                                                               |      | | c, n                      |
| West Virginia Sweet Meat                                                                               |      | | c, d, e                   |
| West Virginia Yellow                                                                                   |      | | c, d                      |
| West Virginia Yellow Slicer                                                                            |      | | c, d                      |
| Western Star                                                                                           |      | | j                         |
| Westlanbrid                                                                                            |      | | o                         |
| Westland                                                                                               |      | | j                         |
| Westlandbrid                                                                                           |      | | j                         |
| Westlandia                                                                                             |      | | c, g, h                   |
| Westona                                                                                                |      | | j                         |
| Wetschnji Sow                                                                                          |      | | c                         |
| Wheatley's Frost Resistant                                                                             |      | | c, d, e, g, h             |
| Wherokowhai                                                                                            |      | | c, d                      |
| Whipper Snapper (oder: Whippersnapper)                                                                 |      | | c, d, e, f, g, h          |
| Whippersnapper                                                                                         |      | | n                         |
| Whisky                                                                                                 |      | | j                         |
| White Beauty                                                                                           |      | | o                         |
| White Beefsteak                                                                                        |      | Züchter: Pieterpikzonen B.V.                                                                                            | c, j, n                   |
| White Bush                                                                                             |      | | c, d, e, g, h, k, n       |
| White Castle                                                                                           |      | | c, d                      |
| White Cherry                                                                                           |      | | c, d                      |
| White Currant                                                                                          |      | | c, d, f, n                |
| White Dream                                                                                            |      | | c                         |
| White Furry Boar                                                                                       |      | | c, d, e                   |
| White Gold                                                                                             |      | | c, d                      |
| White Heart                                                                                            |      | | c, d                      |
| White Heirloom                                                                                         |      | | c, d                      |
| White Mate Giant                                                                                       |      | | c, d                      |
| White Mushroom                                                                                         |      | | n                         |
| White Potato Leaf                                                                                      |      | Züchter: Domaine Public (Fr)                                                                                            | c, d, j                   |
| White Princess                                                                                         |      | | c, m                      |
| White Purple                                                                                           |      | | c, n                      |
| White Queen                                                                                            |      | | c, d, e, g, h, k, m       |
| White Rabbit                                                                                           |      | Herkunft: USA | a, c, d, g, h, k          |
| White Sensation                                                                                        |      | Züchter: Reinsaat Kg | j                         |
| White Snowball                                                                                         |      | | c, d                      |
| White Sugar (oder: Sakhar Belyy)                                                                       |      | | e                         |
| White Wax                                                                                              |      | | c, d                      |
| White Wonder (oder: White Beauty)                                                                      |      | Züchter: Domaine Public (Fr)                                                                                            | c, d, e, f, g, h, j, k, m |
| White Zebra                                                                                            |      | | c, d                      |
| Whole Fine                                                                                             |      | Züchter: Yanokuchi Yukio, Matsunaga Hiroshi, Murayama Satoshi, Okamoto Kiyoshi                                          | j, o                      |
| Whooper (oder: Whoper)                                                                                 |      | Züchter: Geomarket Ltd. (Gr)                                                                                            | j                         |
| Whopper                                                                                                |      | | c, d                      |
| Wican                                                                                                  |      | Züchter: Vikima Seed A.S.                                                                                               | j                         |
| Wick's Orange Paste                                                                                    |      | | c, d                      |
| Wickline                                                                                               |      | | c, d                      |
| Wickline Cherry                                                                                        |      | | k                         |
| Widechen                                                                                               |      | | c                         |
| Wiener Große Stummerer                                                                                 |      | | c, d, n                   |
| Wilamette                                                                                              |      | | c                         |
| Wild                                                                                                   |      | Züchter: Petoseed Co.Inc.                                                                                               | j, o                      |
| Wild Bill's Big Red                                                                                    |      | | c, d                      |
| Wild Bill's Old Timey                                                                                  |      | | c, d                      |
| Wild Cherry                                                                                            |      | | c, d                      |
| Wild Philippines                                                                                       |      | | c, d                      |
| Wild Purple                                                                                            |      | | c, e                      |
| Wild Red                                                                                               |      | | n                         |
| Wild Sweetie                                                                                           |      | | c, d                      |
| Wilde Aus Volmerswerth                                                                                 |      | | c                         |
| Wilde Fleisch                                                                                          |      | | c                         |
| Wilde Rose (oder: Wild Rose. Diklu Roza. Dikaja Rosa)                                                  |      | | c, m                      |
| Wildtomate Filzig                                                                                      |      | | n                         |
| Wildtomate Galapagos                                                                                   |      | | n                         |
| Wildtomate Gelb                                                                                        |      | | n                         |
| Wildtomate Kanarische Inseln                                                                           |      | | c                         |
| Wildtomate Lettland Birnförmig                                                                         |      | | c                         |
| Wildtomate Lw                                                                                          |      | | n                         |
| Wildtomate Mexico                                                                                      |      | | c                         |
| Wildtomate Pink                                                                                        |      | | c                         |
| Wildtomate Pubescens                                                                                   |      | | n                         |
| Wildtomate Rosa                                                                                        |      | | c                         |
| Wildtomate Rot                                                                                         |      | | n                         |
| Wildtomate Spontaneum Rot                                                                              |      | | n                         |
| Wildtomate T 177                                                                                       |      | | c                         |
| Wildtomate T 1771                                                                                      |      | | c                         |
| Wilford                                                                                                |      | | c, d                      |
| Wilina                                                                                                 |      | | c                         |
| Willamette                                                                                             |      | | c, d, f, g, h             |
| Willard Wynn                                                                                           |      | | c, d                      |
| Williams                                                                                               |      | | c, d                      |
| Williams Lager Orange                                                                                  |      | | n                         |
| Williams Lager Rotfrüchtig                                                                             |      | | c, n                      |
| Williams Striped                                                                                       |      | | c, d                      |
| Willis Lieblingstomate                                                                                 |      | | n                         |
| Willow Pond Big Red Beefsteak                                                                          |      | | c, d                      |
| Willy                                                                                                  |      | Züchter: S.A.I.S. Societá Agricola Italiana Sementi                                                                     | j                         |
| Wilma                                                                                                  |      | Züchter: Vikima Seed A.S.                                                                                               | j                         |
| Wilset                                                                                                 |      | | j                         |
| Wilson                                                                                                 |      | Züchter: Isi Sementi Spa                                                                                                | j                         |
| Wiltmaster                                                                                             |      | | g, h                      |
| Wilty                                                                                                  |      | | g, h                      |
| Window Box                                                                                             |      | | c, d                      |
| Windsor                                                                                                |      | | j                         |
| Wine Jug                                                                                               |      | | c, d, e                   |
| Winner                                                                                                 |      | Züchter: Tera Seeds Srl Cons.                                                                                           | j                         |
| Winner Circle                                                                                          |      | Züchter: Ferry Morse Seed Co.(Usa) (Us)                                                                                 | j                         |
| Winogradnij                                                                                            |      | | c                         |
| Winoma                                                                                                 |      | Züchter: Zeta Seeds, S.L.                                                                                               | j                         |
| Winona                                                                                                 |      | Züchter: Hazera Genetics Ltd (Il)/Yissum Research Dev Of The Hebrew University Of Jerusalem (Il)                        | j, o                      |
| Wins All                                                                                               |      | | c, d, e, g, h, k          |
| Winsall X Old German                                                                                   |      | | c, d                      |
| Winterbrid                                                                                             |      | | j, o                      |
| Winterbrix                                                                                             |      | Züchter: Semillas Fito, S.A.                                                                                            | j, o                      |
| Winterkeeper                                                                                           |      | | c, d                      |
| Wintertomate                                                                                           |      | | c, d                      |
| Wintertomate Herzförmig                                                                                |      | | n                         |
| Wintertomate Italien                                                                                   |      | | c                         |
| Wintertomate Rednitz                                                                                   |      | | n                         |
| Wintertomate Toscana I                                                                                 |      | | c                         |
| Wintertomate Toscana II                                                                                |      | | c                         |
| Wiola                                                                                                  |      | Züchter: Plantico Hodowla I Nasiennictwo Ogrodnicze Zielonki Sp. Z O.O.                                                 | j                         |
| Wirantos                                                                                               |      | | j                         |
| Wirowsk                                                                                                |      | | c                         |
| Wiry                                                                                                   |      | | g, h                      |
| Wiry-7 Mutante                                                                                         |      | | c                         |
| Wischnia                                                                                               |      | | c                         |
| Wisconsin 55                                                                                           |      | | c, d, g, h, j, k          |
| Wisconsin 55 Gold                                                                                      |      | | c, d                      |
| Wisconsin Chief                                                                                        |      | | c, d                      |
| Wisconsin Red                                                                                          |      | | c, d, k                   |
| Wishenka Krasnaja                                                                                      |      | | c                         |
| Wishenka Scholtaja                                                                                     |      | | c                         |
| Wisniowe                                                                                               |      | | g, h                      |
| Witham Cross                                                                                           |      | | j, o                      |
| Without Anthocyanin                                                                                    |      | | g, h                      |
| Wizard                                                                                                 |      | Züchter: Harris Moran Seed Company                                                                                      | j                         |
| Wizir                                                                                                  |      | | c                         |
| Wladiwostok                                                                                            |      | | c                         |
| Wladiwostokski                                                                                         |      | | e                         |
| Wls 217                                                                                                |      | Züchter: Westland Seeds B.V.                                                                                            | j                         |
| Wls 246                                                                                                |      | Züchter: Westland Seeds B.V.                                                                                            | j                         |
| Wls 29                                                                                                 |      | Züchter: Westland Seeds B.V.                                                                                            | j                         |
| Wls 31                                                                                                 |      | Züchter: Westland Seeds B.V.                                                                                            | j                         |
| Wls 32                                                                                                 |      | Züchter: Westland Seeds B.V.                                                                                            | j                         |
| Wls 463                                                                                                |      | Züchter: Westland Seeds B.V.                                                                                            | j                         |
| Wls 514                                                                                                |      | Züchter: Westland Seeds B.V.                                                                                            | j                         |
| Wokoladnij                                                                                             |      | | c                         |
| Wolford's Wonder                                                                                       |      | | b, c, d, e, g, h, k, m    |
| Wolfords Wonder                                                                                        |      | | n                         |
| Wolga                                                                                                  |      | | j                         |
| Wolgadeutsche Fleischtomate                                                                            |      | | f                         |
| Wolgograder (oder: Wolgograd. Wolgagrad. Wolgogradskij)                                                |      | | c, n                      |
| Wolgogradskije 323                                                                                     |      | | c                         |
| Wolgogradskije 5/95                                                                                    |      | | c                         |
| Wolli                                                                                                  |      | | j                         |
| Wolowe Serca                                                                                           |      | | g, h                      |
| Wolowje Serdsze                                                                                        |      | | c                         |
| Wolverine                                                                                              |      | | j                         |
| Wonder Boy                                                                                             |      | Züchter: Seminis Vegetable Seed Ib                                                                                      | c, d, j                   |
| Wonderberry                                                                                            |      | | d                         |
| Wonderlight (oder: Wonder Light)                                                                       |      | | c, d, k                   |
| Wonhong 1 Ho                                                                                           |      | Züchter: Chae Young, Cho Yong-Seop, Pae Do-Ham, Lee Woo-Moon, Yoon Jin-Young, Om Young-Hyun, Kim Jeong-Soo, Suh Hyo-Duk | j, o                      |
| Wonhong 2 Ho                                                                                           |      | Züchter: Chae Young, Cho Yong-Seop, Pae Do-Ham, Lee Woo-Moon, Yoon Jin-Young, Om Young-Hyun, Kim Jeong-Soo, Suh Hyo-Duk | j, o                      |
| Wonhong 3 Ho                                                                                           |      | Züchter: Chae Young, Cho Yong-Seop, Pae Do-Ham, Lee Woo-Moon, Yoon Jin-Young, Om Young-Hyun, Kim Jeong-Soo, Suh Hyo-Duk | j, o                      |
| Wonhong 4 Ho                                                                                           |      | Züchter: Chae Young, Cho Yong-Seop, Pae Do-Ham, Lee Woo-Moon, Yoon Jin-Young, Om Young-Hyun, Kim Jeong-Soo, Suh Hyo-Duk | j, o                      |
| Wonhong 5 Ho                                                                                           |      | Züchter: Chae Young, Cho Yong-Seop, Pae Do-Ham, Lee Woo-Moon, Yoon Jin-Young, Om Young-Hyun, Kim Jeong-Soo, Suh Hyo-Duk | j, o                      |
| Wood's Famous Brimmer                                                                                  |      | | c, d                      |
| Woodland's Giant                                                                                       |      | | c, d, g, h                |
| Woodle Orange                                                                                          |      | | c, d                      |
| Woodrow                                                                                                |      | | c, d                      |
| Woody                                                                                                  |      | Züchter: S.A.I.S. Societá Agricola Italiana Sementi                                                                     | c, j                      |
| Woolly Blue Jay (oder: Wooly Blue Jay)                                                                 |      | | c, d, e, f                |
| Woolly Typ I                                                                                           |      | | d                         |
| Wooly Typ 1                                                                                            |      | | m                         |
| Work Release Paste                                                                                     |      | | c, d                      |
| World’s Largest                                                                                        |      | | c, e                      |
| World’s Miracle                                                                                        |      | | c, d                      |
| World’s Smallest                                                                                       |      | | c, d                      |
| World’s Wonder                                                                                         |      | | g, h                      |
| Worley Red                                                                                             |      | | c, e                      |
| Wow Cherry                                                                                             |      | | c, d, e                   |
| Wow Cherry Large Fruited                                                                               |      | | c, d                      |
| Wpm 1                                                                                                  |      | Züchter: Szkola Glowna Gospodarstwa Wiejskiego                                                                          | j                         |
| Wpm 2                                                                                                  |      | Züchter: Szkola Glowna Gospodarstwa Wiejskiego                                                                          | j                         |
| Wpo 1                                                                                                  |      | Züchter: Szkola Glowna Gospodarstwa Wiejskiego                                                                          | j                         |
| Wpr 489                                                                                                |      | | g, h                      |
| Wr 1                                                                                                   |      | Züchter: Produkcja I Hodowla Roslin Ogrodniczych Krzeszowice Sp. Z O.O.                                                 | j                         |
| Wr 3                                                                                                   |      | Züchter: Produkcja I Hodowla Roslin Ogrodniczych Krzeszowice Sp. Z O.O.                                                 | j                         |
| Ws 2815                                                                                                |      | | j                         |
| Ws 4012                                                                                                |      | Züchter: Jaap Hoogstraaten                                                                                              | j                         |
| Ws 4030                                                                                                |      | | j                         |
| Ws 4032                                                                                                |      | | j                         |
| Ws 4035                                                                                                |      | | j                         |
| Ws 4040                                                                                                |      | | j                         |
| Ws 4043                                                                                                |      | | j, o                      |
| Ws 4046                                                                                                |      | | j                         |
| Ws 4070                                                                                                |      | | j                         |
| Ws 4103                                                                                                |      | | j                         |
| Ws 4177                                                                                                |      | | j                         |
| Ws 4179                                                                                                |      | | j                         |
| Ws 4197                                                                                                |      | Züchter: Monsanto Holland B.V.                                                                                          | j                         |
| Ws 4207                                                                                                |      | | j                         |
| Ws 816                                                                                                 |      | | j                         |
| Wt 217                                                                                                 |      | Züchter: Westland Seeds B.V.                                                                                            | j                         |
| Wt 246                                                                                                 |      | Züchter: Westland Seeds B.V.                                                                                            | j                         |
| Wt 29                                                                                                  |      | Züchter: Westland Seeds B.V.                                                                                            | j                         |
| Wt 31                                                                                                  |      | Züchter: Westland Seeds B.V.                                                                                            | j                         |
| Wt 32                                                                                                  |      | Züchter: Westland Seeds B.V.                                                                                            | j                         |
| Wt 463                                                                                                 |      | Züchter: Westland Seeds B.V.                                                                                            | j                         |
| Wt 514                                                                                                 |      | Züchter: Westland Seeds B.V.                                                                                            | j                         |
| Wuhib                                                                                                  |      | | c, d                      |
| Wulkan                                                                                                 |      | Züchter: Plantico Hodowla I Nasiennictwo Ogrodnicze Szymanow Sp. Z O.O.                                                 | j                         |
| Wunder Der Erde                                                                                        |      | | c                         |
| Wunder Des Marktes                                                                                     |      | | g, h                      |
| Würzige Tomate                                                                                         |      | | c                         |
| Wwo |      | | g, h                      |